# Pákozd
Pákozd é um município da Hungria, situado no condado de Fejér. Tem 43,3 km² de área e sua população em 2015 foi estimada em 3.057 habitantes.